# Mádl Péter
Mádl Péter (Budapest, 1959. szeptember 22. –) magyar irodalomtörténész, egyetemi docens, az irodalomtudományok kandidátusa (1992). Mádl Antal irodalomtörténész és egyetemi tanár fia.

## Életpálya
1985-től 2019-ig tanított az ELTE Bölcsészettudományi Kar Skandinavisztika Tanszékén. Oktatási területei: svéd irodalom, svéd nyelv; kutatási területei: svéd irodalom, svéd-magyar kontrasztív frazeológia, svéd lexikológia, valamint a skandináv irodalmak magyarországi recepciója.

## Munkái
- Beszéljünk németül! (John Coates, Gyémánt Magdolna és Frauke Menzellel közösen, Universum Kiadó, 1991)
- Svenlitt (Masát Andrással, 1996)
- Svéd-magyar frazeológiai szótár / Ungersk-svensk fraseologisk ordbok (Udvardy Rudolf közreműködésével, SCIU, 1996)
- Mádl Péter–Annus Ildikó: A svéd irodalom magyarországi fogadtatása – a kezdetektől 1900-ig; Argumentum, Bp., 2018